# Lasserre (restaurant)
Pour les articles homonymes, voir Lasserre.
Lasserre est un restaurant parisien étoilé au Guide Michelin, qui se trouve au 17, avenue Franklin-D.-Roosevelt, sur un des côtés du petit triangle d'or du quartier des Champs-Élysées du 8e arrondissement de Paris.

## Histoire

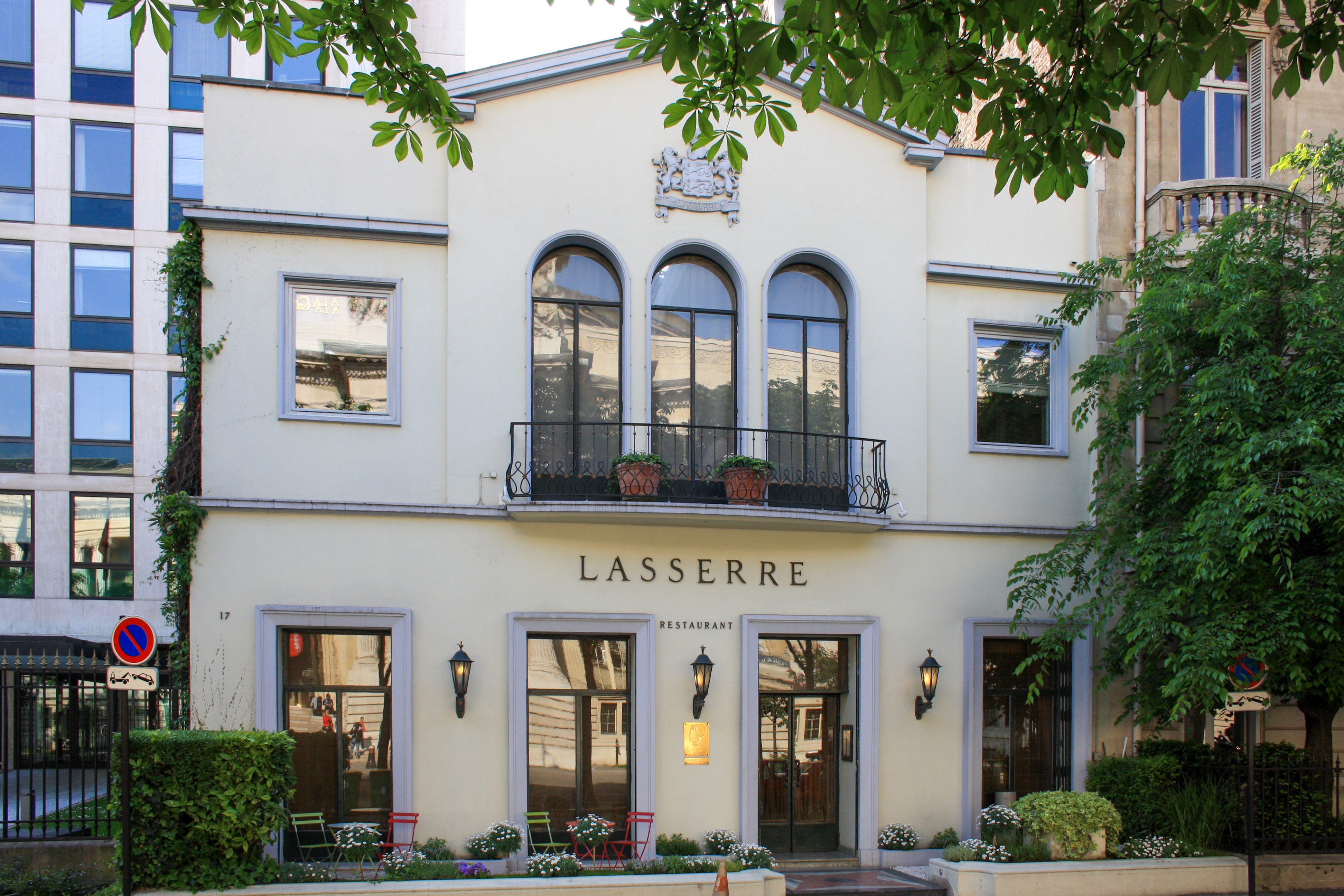
Façade.

Cet établissement est fondé par René Lasserre en 1942. Il rachète un baraquement où l'on vendait des frites et de la bière lors de l'Exposition universelle de 1937 et le transforme en restaurant. Sous l'Occupation, le résistant Jacques Chaban-Delmas y tient secrètement des réunions. Lasserre obtient sa première étoile en 1949, puis la seconde en 1951. Des travaux sont entrepris pour surélever l'édifice et lui donner l'aspect d'un hôtel particulier. S'inspirant du Lido, où il avait travaillé, René Lasserre crée un toit ouvrant escamotable au premier étage, là où se trouve la salle du restaurant, permettant aux clients de manger sous le ciel. Il accède au statut de très grand restaurant, « qui mérite le voyage », selon l'expression consacrée du Guide Michelin, en 1962, obtenant sa précieuse 3e étoile, qu'il conservera plus de 20 ans, jusqu'en 1983.
Parmi ses clients célèbres, on peut citer André Malraux, Marc Chagall, Salvador Dalí, Romy Schneider, Audrey Hepburn, Jean-Claude Brialy ou Frédéric Dard. C’est lors d’un déjeuner en ce lieu avec Malraux que Chagall décide de décorer le plafond de l’opéra Garnier.
Longtemps aux fourneaux, René Lasserre crée de grands classiques comme le canard de Challans à l'orange, le pigeon André-Malraux, les macaronis aux truffes et foie gras, ou encore la timbale Élysées-Lasserre en dessert. Pour se démarquer de la concurrence, il organise des dîners de gala lors desquels sont organisés des lâchers de colombes portant chacune un numéro à la patte, correspondant à des lots prestigieux ; les clients repartent ainsi avec le cadeau correspondant à la colombe qui s'est posée sur leur table.
Plusieurs chefs actuellement en vue y ont travaillé, comme Michel Rostang, Jacques Lameloise ou encore Guy Savoy à ses débuts, en 1973. Entre 2001 et 2010, c'est l'ancien chef de La Grande Cascade, Jean-Louis Nomicos, formé par Alain Ducasse, qui dirige les cuisines, et Donald Gisclon (second pâtisserie 2002 2004 puis chef pâtissier 2004 2006). Il est remplacé par Christophe Moret, transfuge du Plaza Athénée, en 2010, par Michel Roth en 2016, puis par Nicolas Le Tirrand (chef des cuisines) et Jean Lachenal (pâtisserie) en 2018. Fin 2019, Jean-Louis Nomicos reprend les cuisines du restaurant et Alexandre Béquin la pâtisserie.
Au rez-de-chaussée se trouvent des salons privatisables, dans lesquels se déroule chaque année le prix Interallié. Un ascenseur capitonné permet d'accéder au premier étage, donnant immédiatement sur la salle de restaurant, qui comporte deux niveaux de tables séparés par des petites marches. Unique pour son toit ouvrant sur le ciel de Paris, la salle a été entièrement rénovée en 2017 dans l'esprit d'un jardin d'hiver. À l'origine, le toit avait été peint par Louis Touchagues mais il est de nos jours recouvert de verre.
Depuis 2015, le restaurant possède une étoile au Guide Michelin.